# Kyoto-præfekturet
Kyoto-præfekturet (京都府 Kyōto-fu) er et præfektur i Japan.
Præfekturet ligger i regionen Kansai på den vestlige del af øen Honshū i Japan. Det har et areal på 4.612 km2
og et befolkningstal på 2.563.192 (2021) indbyggere. Præfekturets hovedby er byen Kyoto. Kyoto har fungeret som Japans hovedstad, indtil dette blev ændret til Tokyo. Kyoto er stadig et af hjemstederne for Geisha-traditionen. Byen har 1,5 millioner indbyggere. Kyoto har lagt navn til Kyoto-aftalen, der skal begrænse verdens landes udslip af drivhusgasser.

## Eksterne kilder
- Officiel hjemmeside
- Japanese-Geisha-Pictures Arkiveret 1. oktober 2009 hos  Wayback Machine

- Wikimedia Commons har flere filer relateret til Kyoto-præfekturet

35°01′16″N 135°45′20″Ø / 35.02103°N 135.75558°Ø